# Caribou des bois
Rangifer tarandus caribou
Sous-espèce
Le caribou d’Amérique du Nord et le renne d’Europe appartiennent à une seule espèce (Rangifer tarandus), mais plusieurs sous-espèces ont été identifiées, leur nombre variant selon les critères retenus pour la classification (craniométrie, coloration, caractéristique des bois, répartition, historique),,.
La classification de Banfield (en) (1961) reconnaît cinq sous-espèces au Canada :
- le caribou de Grant au Yukon et en Alaska [R. t. granti] ;
- le caribou de la toundra du Nunavut et des Territoires du Nord-Ouest [R. t. groenlandicus] ;
- le caribou des îles du Nunavut et des Territoires du Nord-Ouest [R. t. pearyi] ;
- le caribou de l’archipel de la Reine-Charlotte (éteint depuis 1910) [R. t. dawsoni] ;
- le caribou des bois [R. t. caribou]).

Ce dernier est présent depuis Terre-Neuve-et-Labrador jusqu’en Colombie-Britannique, aux Territoires du Nord-Ouest et au Yukon. Étant très largement réparti, le caribou des bois se retrouve dans des conditions écologiques très différentes, si bien qu’on peut le classifier en divers écotypes selon l’habitat qu’il fréquente.
Le caribou des bois est donc une sous-espèce du caribou vivant dans les forêts boréales de l'Amérique du Nord. Il se présente principalement en trois écotypes : le caribou toundrique qui fréquente la toundra forestière une partie de l'année, le caribou forestier, présent toute l'année dans la forêt boréale, et le caribou montagnard, invariablement associé aux versants et aux sommets des montagnes. La population toundrique est la seule à présenter un comportement migratoire. Le caribou des bois apparaît sur les pièces de 25 cents de la monnaie royale canadienne depuis 1937.

## Écotype toundrique

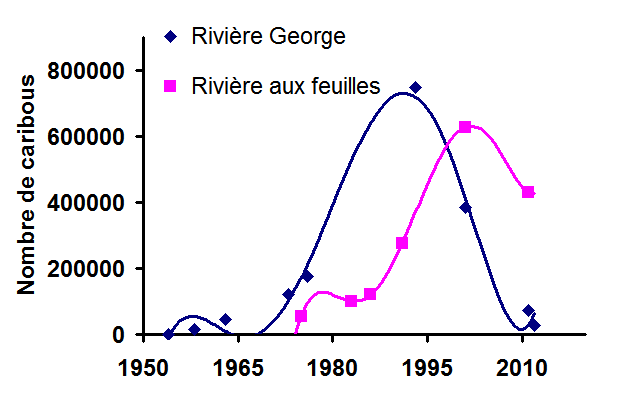
Nombre de caribous toundriques dans la population de la rivière George et celle de la rivière aux Feuilles

L'écotype toundrique du Nord du Québec et de la baie du Labrador comprend deux grandes populations, celle de la rivière aux Feuilles dans la partie nord-ouest du Québec, et celle de la rivière George chevauchant la partie nord-est du Québec et le Labrador. Ces caribous migrateurs traversent plus de 2 000 km par année dans une zone d’environ un million de kilomètres carrés s’étendant de la Baie James jusqu’aux monts Torngat, du Labrador. Certains caribous peuvent parcourir 6 000 km en une seule année. Ces migrations amènent les femelles à donner naissance à leur faon dans la toundra de la partie septentrionale de l'aire fréquentée. À l'automne les caribou entreprennent une migration méridionale qui les conduit dans la taïga éparse de la forêt boréale durant l'hiver. Notons aussi qu'une petite population de caribous des bois à comportement migrateur vit dans le Nord de l’Ontario, sur les plaines longeant la baie d’Hudson.
L'abondance des caribous toundriques subit des variations très importantes, pour des raisons plus ou moins bien connues. Dans le nord du Québec, elle a atteint des sommets vers la fin de chacun des XVIIIe, XIXe et XXe siècles. Compte tenu de leur ampleur, ces changements d'abondance ont des répercussions socio-économiques majeures. À titre d'exemple, le déclin qui a commencé vers 1900 a entraîné dans la misère les Inuits et les Cris du Nunavik (Québec) qui dépendaient de la chasse pour leur subsistance. Celle du début des années 2000 a des répercussions majeures sur les activités des autochtones et des pourvoyeurs qui opèrent dans le nord du Québec et au Labrador.
D'après les informations recueillies sur la population de la rivière George, les fluctuations d'abondance du caribou toundrique pourraient s'expliquer par l'augmentation de la compétition pour la nourriture tout au long de l'année et par l'accroissement des dépenses énergétiques associées à l'agrandissement des aires utilisées lors des pics d'abondance.
En 1954, il y avait à peine 5 000 caribous des bois dans le Nord du Québec et au Labrador. Leur nombre s'est toutefois accru de façon spectaculaire durant les quelque cinquante années qui ont suivi avant de péricliter drastiquement. La population de la rivière George, forte d’environ 800 000 membres en 1993, ne comptait plus que 74 000 spécimens en 2010 et 27 600 individus en 2012. Pendant la même période, la population de la rivière aux Feuilles est passée de 276 000 membres en 1991 à 628 000 caribous en 2001 pour redescendre à 430 000 en 2011. En Alaska, la population de caribous est passée de près de 500 000 au début du siècle à 188 000 en 2021, sous le seuil de reproduction, notamment à cause du réchauffement climatique et de la chasse.

## Écotype forestier

### Génétique
Les caribous de l’est de l’Amérique seraient tous issus d’une population réfugiée plus au sud lors de la dernière glaciation. Toutefois, on a noté plus de ressemblances génétiques entre les caribous forestiers du Québec, de l’Ontario et du Manitoba qu’entre les forestiers et les toundriques du Québec. Cette différence est expliquée par des contacts post-glaciaires entre les toundriques du Québec et ceux de l’Arctique canadien.
Les populations forestières discontinues constitueraient une métapopulation (groupe de populations locales reliées par des individus qui se dispersent), présentant un flux génétique faible mais réel et distinct des populations toundriques du nord du Québec ou de la population montagnarde de la Gaspésie. Les petites populations isolées présentent une plus faible diversité génétique mais cette situation ne semble pas alarmante pour l’instant.

### Habitat

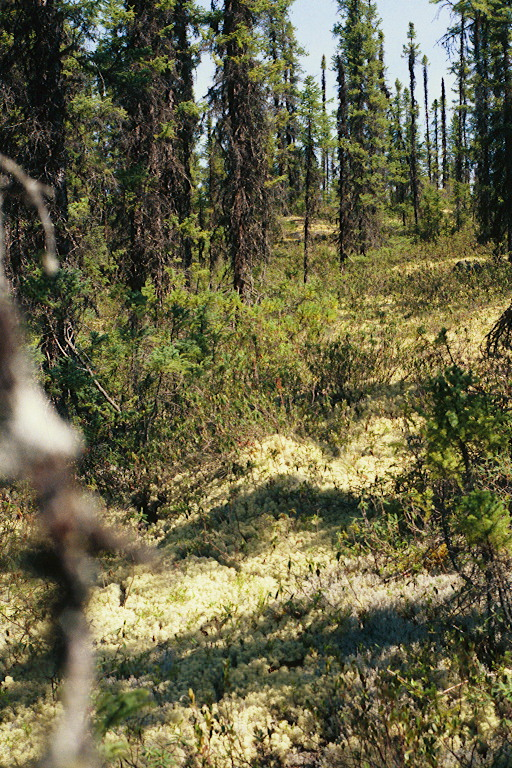
Un habitat d'hiver du caribou forestier riche en lichens terricoles

Le caribou forestier vit dans des habitats peu productifs et offrant une faible diversité végétale. Dans le nord-est de l’Alberta, il est confiné aux tourbières durant toute l’année. En Sasketchewan, il fréquente les tourbières et les peuplements d’épinette noire (Picea mariana). Dans le nord de l’Ontario et du Québec, le caribou forestier recherche avant tout des sites riches en lichens terricoles ou arboricoles qu’il trouve dans les forêts matures d’épinette. On note toutefois des différences régionales parfois notables selon la disponibilité des divers habitats.
Les femelles se dispersent dans les tourbières, la forêt résineuse, parfois sur des îles pour mettre bas, afin de réduire les risques de prédation. À l’été, elles rechercheraient des sites offrant une meilleure qualité alimentaire ou des milieux ouverts, exposés au vent pour fuir les insectes.
En hiver, les caribous forestiers sont plus concentrés que durant les autres saisons. Ils évitent les peuplements mélangés et fréquentent des milieux ouverts riches en lichens terricoles jusqu’à ce que les conditions de neige ne permettent plus le creusage de cratères d’alimentation. Ils se déplacent alors vers des forêts de conifères. Ils utilisent les plans d’eau pour se déplacer, fuir les prédateurs et se reposer. Les domaines vitaux sont habituellement grands (200–300 km2) mais varient beaucoup selon les populations et les individus (32–1 470 km2).
Les lichens terricoles (Cladina spp., Cladonia spp., Cetraria, spp., Parmelia spp.) ou arboricoles (Alectoria spp., Bryoria spp., Evernia, spp., Usnea spp.) constituent la base du régime alimentaire du caribou forestier. Ils représentent une source d’énergie hautement digeste mais qui engendrerait un déficit en potassium. Le caribou peut cependant utiliser des plantes herbacées (Carex spp., Eriophorum vaginatum, Smilacina trifolia) et des essences ligneuses (Betula papyrifera, Populus tremuloïdes, Prunus pensylvanica, Salix spp., Amelanchier spp., Larix laricina, Alnus spp., Vaccinium spp.) selon leur disponibilité saisonnière ce qui pourrait combler le déficit en potassium.
Dans les tourbières, le caribou forestier utilise surtout les prêles et le trèfle d’eau (Menyanthes trifolium), particulièrement au printemps. En hiver, il préfère les lichens terricoles et, contrairement à l’écotype montagnard, et n’utilise les lichens arboricoles qu’en dernier recours,. Il creuse des cratères dans la neige (jusqu’à 120 cm), pour atteindre les lichens en s’aidant de stimulus olfactifs (nez enfoncé dans la neige ou dans les cheminées produites par les arbustes) ou visuels (blocs erratiques, eskers, abords des marécages).

### Distribution
Le caribou des bois est une espèce emblématique des vastes forêts boréales canadiennes et de la taïga qui entourent la baie d’Hudson . En tant qu’espèce parapluie essentielle pour la biodiversité, la santé des forêts boréales et le stockage du carbone, le caribou boréal joue un rôle crucial dans le maintien de l'équilibre écologique de ces écosystèmes uniques ,.
Le caribou des bois suit une trajectoire inquiétante vers l’extinction. Selon un rapport d’Environnement Canada (2011), plus de la moitié des habitats désignés comme aires de répartition pour cette espèce ne permettent pas le maintien de populations viables . Sur les 57 aires de répartition analysées à l’échelle nationale, seulement 30% sont considérées comme autosuffisantes, tandis que 58% sont classées comme non autosuffisantes. En outre, 28 des 57 populations de caribou boréal observées à travers le Canada sont en déclin .

### Dynamique de population
Le caribou forestier vit en faible densité (d'un à trois individus pour 100 km2) dans toute son aire de répartition, laquelle se situe généralement entre le 49e et le 52e parallèles, dans l’est du Canada. Les effectifs des populations méridionales isolées sont assez bien estimés mais la population totale reste inconnue à cause des contraintes logistiques et monétaires qu’engendrent sa distribution contagieuse, ses faibles densités et le chevauchement de l’aire de répartition hivernale des écotypes forestier et toundrique.
Le caribou forestier a vu ses effectifs baisser depuis le début du XXe siècle,,. Les pertes d’habitat, leur rajeunissement et l’accroissement de l’accès ont entraîné une augmentation de la prédation et des prélèvements humains. Le caribou est beaucoup plus vulnérable aux prédateurs que les autres ongulés. Contrairement à l’orignal (Alces alces), il peut difficilement contrer les attaques du loup (Canis lupus) à cause de sa petite taille ; sa faible productivité le rend plus fragile aux pertes par prédation que le cerf de Virginie (Odocoileus virginianus) et on ne le retrouve pas dans des sites où les prédateurs sont complètement exclus, contrairement à la chèvre de montagne (Oreamnos americana) par exemple.

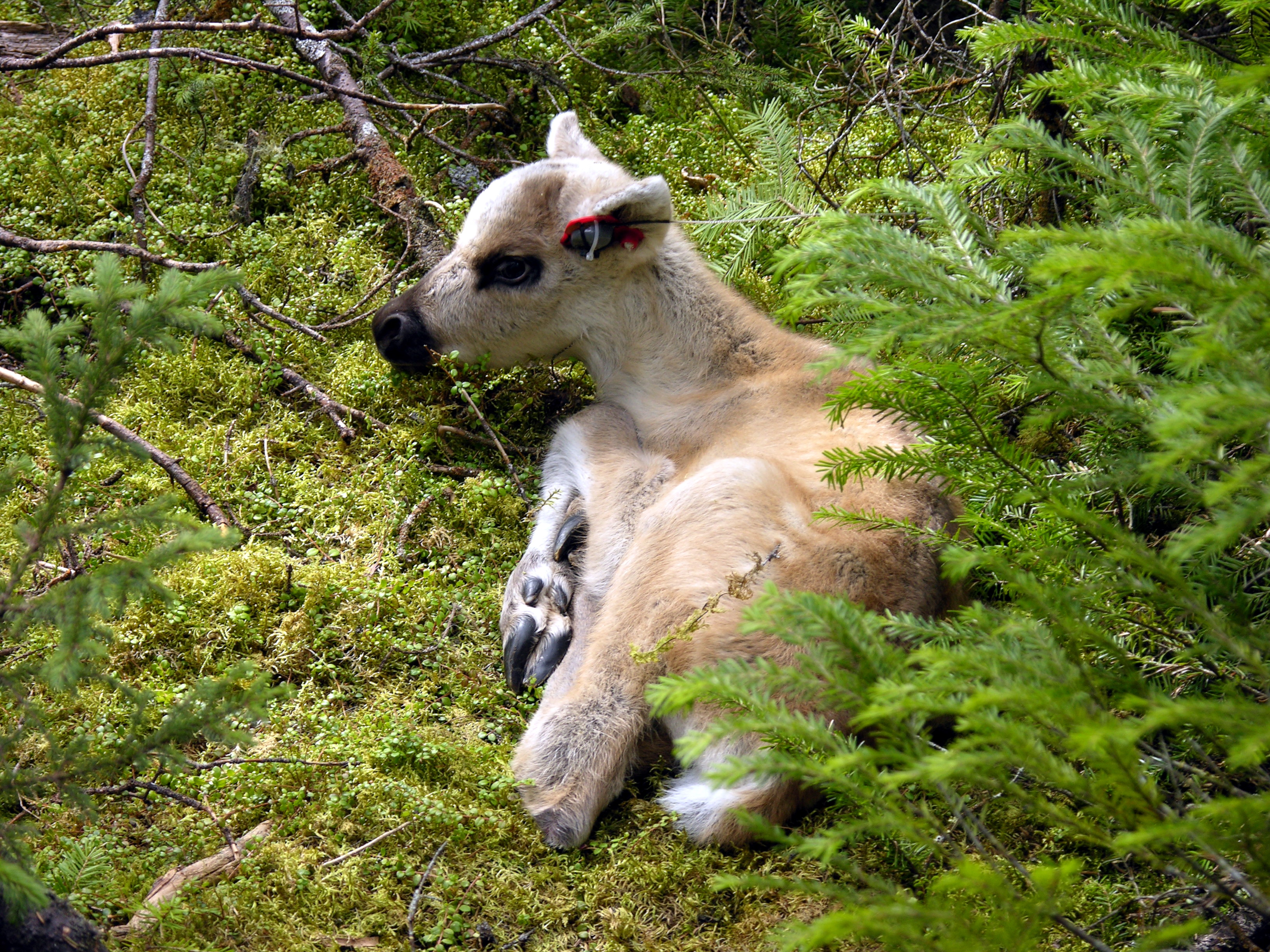
Un faon caribou muni d'un émetteur à l'oreille pour le suivi de la prédation

Le caribou est une proie avantageuse pour le loup en termes de temps de manipulation et de risques (de blessures ou de mortalité) associés à la capture, ce qui pourrait expliquer ses faibles densités en milieu forestier, particulièrement en présence de l’orignal, cette espèce soutenant les populations de loups. La chasse (sportive et d’alimentation) est souvent citée comme une cause importante du déclin historique des populations,,,.
La chasse sportive est maintenant interdite mais l'on note parfois des captures accidentelles lors de la chasse d'autres espèces (p. ex: orignal) ou du caribou toundrique. Une chasse d'alimentation d'importance méconnue existe toujours dans certaines régions. La rigueur des hivers (épaisseur et densité de la neige, hypothermie des faons à la mise bas), les accidents routiers, les maladies et parasites, le dérangement par les insectes ou les activités humaines (avion, motoneige, VTT, exploitation minière et pétrolière, etc.), seraient des sources mineures de mortalité. Finalement, l’importance relative des facteurs limitatifs varie géographiquement selon l’environnement biologique et physique des populations (degré d’isolement et diversité des prédateurs [loup, ours brun (Ursus arctos), ours noir], présence d’autres cervidés [orignal, cerf de Virginie], effet des prélèvements anthropiques sur l'abondance des prédateurs, du caribou et des autres cervidés, etc.).
Les populations de caribous sont peu productives, les femelles ne donnant naissance qu’à un faon par année. Le taux de conception des caribous forestiers est de l’ordre de 100 %, même chez les femelles de 1 an et demi, mais les faons subissent généralement de forts taux de mortalité, souvent par prédation, dans leurs premières semaines de vie,. Seule la population de caribous de Terre-Neuve et du Labrador est considérée comme une espèce non en péril.

### Menaces des populations des caribous des bois (écotype forestier)

#### Impact de l’exploration pétrolière et gazière

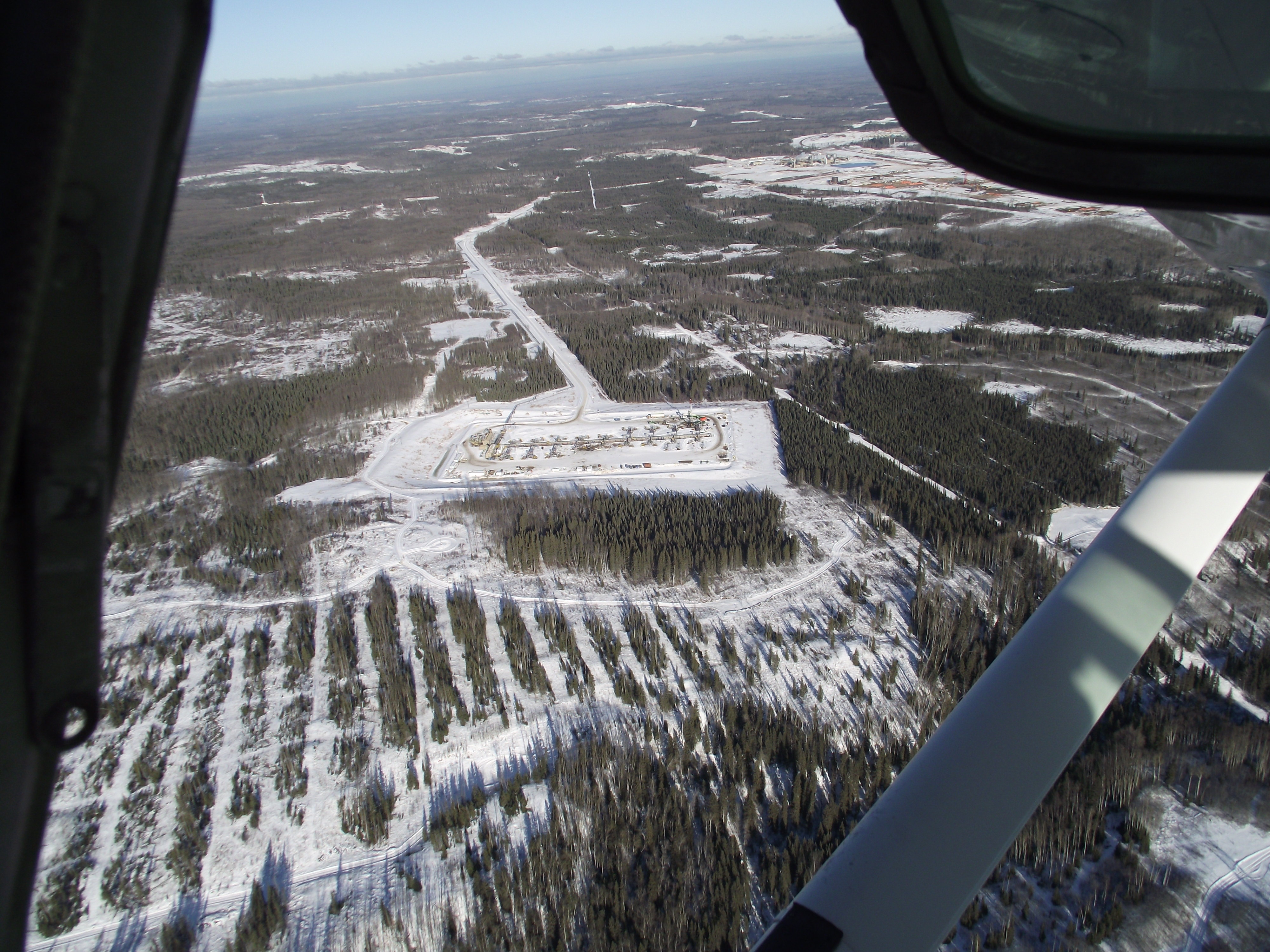
Photographies aériennes des plateformes de puits à séparation gravitaire stimulée par injection de vapeur (SGSIV) et des lignes sismiques environnantes en Alberta, 2008.

La principale menace pour les populations de caribous des bois est la modification à grande échelle des paysages causée par l'activité humaine. En effet, le déclin des populations est directement lié à la destruction et la fragmentation de leur habitat naturel par des industries telles que le pétrole et le gaz, l’exploitation forestière, et les mines. Ces activités nécessitent la construction de routes, de pipelines et de lignes sismiques, ce qui fragmente les habitats existants et laisse une empreinte écologique majeure en traversant les forêts, la toundra, les hautes terres et les tourbières – des habitats cruciaux pour les caribous. Effectivement, les lignes sismiques constituent des corridors étroits utilisés par l’industrie pétrolière et gazière pour transporter et déployer du matériel de relevés géophysiques. En Colombie-Britannique, en Alberta, en Saskatchewan, dans les Territoires du Nord-Ouest et au Yukon, la construction de lignes sismiques à faible impact, d’une largeur moyenne de 2 à 4 mètres, est une pratique courante pour l'exploration sismique. Cependant, elle engendre des réseaux de lignes très denses, espacées de seulement 50 à 100 mètres les unes des autres. De plus, bien que la largeur de ces lignes ait diminué au cours des dernières décennies, leur densité a considérablement augmenté, et leur construction devrait se poursuivre dans les régions riches en ressources pétrolières et gazières au Canada et aux États-Unis. La plupart de ces lignes s’étendent sur des kilomètres, sont visibles depuis un avion et s’étirent parfois bien au-delà de l’horizon. D'après des images Landsat prises entre 2008 et 2010, les lignes sismiques représentaient 46 % de toutes les structures linéaires dans l'écosystème boréal canadien. Malheureusement, le taux de création des structures linéaires dépasse largement celui de leur régénération, en grande partie en raison du faible taux de repousse naturelle de la végétation, révélant ainsi une succession stagnante dans ces systèmes. La suppression des arbres, notamment dans les zones humides peu productives, peut nécessiter des siècles pour permettre un rétablissement complet,. En effet, des études montrent que seulement 5% de ces lignes sismiques ont retrouvé une régénération fonctionnelle depuis leur création. De plus, la repousse forestière sur ces lignes est souvent compromise par une utilisation humaine continue, qu’elle soit récréative ou industrielle.
Une étude a démontré que les caribous adoptent un comportement d’évitement envers les lignes sismiques, ce qui peut être interprété comme une perte fonctionnelle de leur habitat naturel, un phénomène susceptible de conduire à l’extinction de l’espèce à long terme.  La perte fonctionnelle d'habitat due à l’évitement peut contraindre les caribous à se déplacer vers des habitats moins adaptés, ce qui peut entraîner des conséquences démographiques. En effet, cela peut entraîner une diminution du recrutement des populations, une réduction de l'occupation et de la taille des territoires, ainsi qu'une augmentation de la mortalité des adultes. Des études menées sur d’autres ongulés ont également montré que l’évitement d’habitats de qualité, entre autres par la chasse intensive, entraîne une diminution de la productivité des populations. Le phénomène d’évitement, qui conduit les caribous vers des habitats non perturbés par les infrastructures humaines, peut également entraîner un surpâturage dans les zones de refuge. Ce surpâturage dégrade non seulement l'habitat, mais aussi les refuges sécuritaires des caribous, compromettant ainsi leur survie à long terme. De plus, l'évitement des sites de forage par les caribous est généralement plus prononcé à la fin de l'hiver, une période marquée par une intensification des activités humaines et coïncidant avec la saison de mise bas des femelles. En outre, de nombreuses études ont révélé que les femelles caribous sont particulièrement sensibles aux perturbations lorsqu’elles sont accompagnées de leurs faons,. Il est important de noter que même lorsque la circulation humaine est caractérisée de faible, les infrastructures et les lignes sismiques entrainent une réponse d’évitement chez les caribous.
L'activité industrielle joue un rôle également significatif dans l'altération des relations entre les caribous des bois et leurs prédateurs naturels. Les loups (Canis lupus) sont identifiés comme des prédateurs clés des caribous, représentant 56 % des mortalités de caribous dans le nord-est de l'Alberta. Face à ce danger, les caribous adoptent des stratégies d’isolement spatial, en s’éloignant de leurs congénères pendant l’été pour diminuer la probabilité de détection et réduire leur risque de prédation. Par exemple, les caribous forestiers se répartissent plus largement dans les tourbières, des habitats peu productifs en proies ongulées, ce qui les rend moins attractifs pour les loups comparés à d’autres zones environnantes. Cependant, l’évitement des infrastructures industrielles conduit souvent à une concentration des caribous dans des zones non perturbées par le développement humain,,. Ce regroupement rend les caribous plus prévisibles dans l’espace et le temps, ce qui augmente leur vulnérabilité à la prédation par les loups. On retrouve également le phénomène de compétition apparente, conséquence directe de la transformation des forêts matures en habitats de succession précoce, qui favorise des espèces comme l’orignal et le cerf de Virginie. Cette augmentation des proies principales soutient des populations élevées de loups, augmentant ainsi la prédation sur les caribous, qui deviennent des proies secondaires . Par ailleurs, les corridors linéaires créés par les lignes sismiques, subsistent longtemps après l’arrêt de l’exploitation et facilitent l’accès des prédateurs aux territoires des caribous,,. Ainsi, les loups utilisent souvent ces corridors à faible trafic comme voies de déplacement, ce qui leur permettent d’accéder plus facilement aux zones humides, traditionnellement considérées comme des refuges pour les caribous et qui fait augmenter les rencontres entre loups et caribous,,.

##### Cas particulier de l’exploration pétrolière en Colombie-Britannique
L'exploration pétrolière et gazière massive dans l'Ouest canadien détruit les habitats critiques des caribous, malgré les exigences de la Loi sur les espèces en péril (LEP) adoptée en 2002 et les plans de rétablissement fédéraux et provinciaux. Une analyse des changements dans la couverture forestière révèle que la perte d'habitat des caribous a augmenté de 262 % après l’entrée en vigueur des stratégies fédérales, illustrée par des exemples comme la population d’Itcha-Ilgachuz en Colombie-Britannique, qui a perdu 2 120 km² de forêt et a vu sa population décliner de 90 % depuis 2000. Ces pertes reflètent l’incapacité du gouvernement canadien à appliquer efficacement les législations nécessaires pour protéger activement l’habitat critique des caribous des bois,.
L’expansion des industries pétrolière et gazière aggrave cette situation. La forêt boréale de l’Ouest canadien contient un tiers des réserves prouvées de pétrole mondiales. Depuis 2000, environ 50 000 puits pétroliers et gaziers sont forés chaque année en Amérique du Nord, principalement en Alberta, avec une empreinte dépassant 3 millions d’hectares. Entre 2012 et 2014, l’Alberta a permis 8 887 nouveaux puits dans les habitats critiques des caribous. Les populations de caribous des bois situées dans ces zones de développement sont ainsi en déclin rapide, diminuant de 50 % tous les huit ans. Dans les plaines boréales du nord-est de la Colombie-Britannique, 56 % des aires de répartition des caribous se trouvent à moins de 500 mètres d’une perturbation humaine, principalement à cause de l’essor du fracking au cours de la dernière décennie. D’ailleurs, une évaluation des 57 populations locales de caribous à travers le Canada a révélé que 33 d’entre elles ne sont pas viables, avec les risques d’extinction les plus élevés dans l'ouest canadien, où se superposent les activités de développement pétrolier et gazier. De plus, les conséquences écologiques de ces développements perdurent bien au-delà de la période d’activité d’un site de forage. Même les anciens sites, officiellement « restaurés », restent souvent dans un état de succession écologique bloqué, ce qui signifie qu’il est très peu probable que les caribous se rétablissent par eux-mêmes, sans efforts supplémentaires de restauration à grande échelle,.
Les politiques publiques exacerbent cette crise. Une étude par DaSilvestro et al. (2021) met en lumière comment les subventions aux combustibles fossiles sont un problème majeur pour les caribous des bois en Colombie-Britannique à travers des cartes interactives créés avec ArcGIS. En effet, dans cette province, les programmes de crédits de redevances du gouvernement encouragent l’expansion des activités pétrolières et gazières. Parmi les 3 114 puits actifs situés dans les habitats critiques désignés pour les caribous, 1 678 puits (54 %) sont exploités par des entreprises ayant bénéficié de subventions publiques via des programmes comme le Deep-Well Royalty Program ou le Infrastructure Royalty Credit Program ,,. Ces subventions favorisent l’expansion industrielle et accélèrent le déclin des caribous des bois. Par ailleurs, la Colombie-Britannique projette une augmentation de 151 % de sa production pétrolière et de 90 % de sa production de gaz méthane d’ici 2040. Si ces projections se réalisent, elles exerceront une pression encore plus forte sur les habitats critiques des caribous.
Enfin, cette situation souligne l'incapacité du Canada à respecter ses engagements en matière de protection de la biodiversité et de respect des droits des Premières Nations, notamment en ne se conformant pas à la Déclaration des Nations Unies sur les droits des peuples autochtones. La disparition des caribous menace directement les droits de chasse des Premières Nations, protégés par les traités. Ce déclin a été reconnu comme une violation des droits issus de traités autochtones par la Cour suprême de la Colombie-Britannique dans une décision qui conclut que le gouvernement a manqué à ses obligations en vertu du Traité 8, qui garantit les droits traditionnels de chasse des Premières Nations.

### Mesures de conservation
Les modifications d’habitat engendrées par les activités humaines, en particulier la coupe forestière, ont des impacts directs et indirects sur la survie du caribou forestier,. L’ouverture du milieu et la création d’accès à la suite des coupes forestières concentrent le caribou dans les habitats résiduels, diminuent sa capacité de dispersion et augmentent la fréquentation du territoire pour divers types d’usages, y compris la chasse légale et illégale,,. La coupe fragmente le milieu en créant des îlots discontinus de forêts résineuses,, et cette situation perdure tant que les processus naturels n’ont pas reconstitué la forêt d’origine. Dans certains cas, les résineux ne se rétablissent pas ou font place à des essences de succession. Une telle situation favorise l’établissement de proies alternatives comme l’orignal, augmentant l’abondance du loup et la prédation du caribou. De plus, le rajeunissement de la végétation favorise l’implantation de l’ours noir et la prédation des faons.
L’impact négatif des coupes forestières peut être diminué par le maintien de grands massifs forestiers non exploités, en adoptant des pratiques sylvicoles assurant la connectivité des habitats et en favorisant le rétablissement des forêts d’origine, ce qui favorise le maintien des échanges au sein des populations locales et entre les composantes de la métapopulation. Un contrôle très strict des prélèvements de l'homme là où ils existent encore et une gestion de l’orignal, du loup et de l’ours noir qui tient compte de la faible résilience du caribou forestier sont également nécessaires pour assurer sa pérennité,.
L'écotype forestier du caribou des bois a été désigné comme espèce vulnérable par le gouvernement du Québec en 2005. Un plan de rétablissement a été mis en place en 2005. Il comprend diverses mesures pour accroître le taux de survie du caribou forestier, la conservation d’habitats adéquats, le maintien de l’intégrité de la forêt boréale, l’information et la sensibilisation du public ainsi que l’acquisition de connaissances.

## Écotype montagnard
L'écotype montagnard est surtout présent dans l'Ouest du Canada. Dans l'Est, la seule population bien connue est celle de la Gaspésie, dans l'Est du Québec. Une autre population montagnarde serait toutefois présente dans les monts Torngat, au Nord du Québec, à la frontière du Labrador.

### Population de la Gaspésie

#### Description

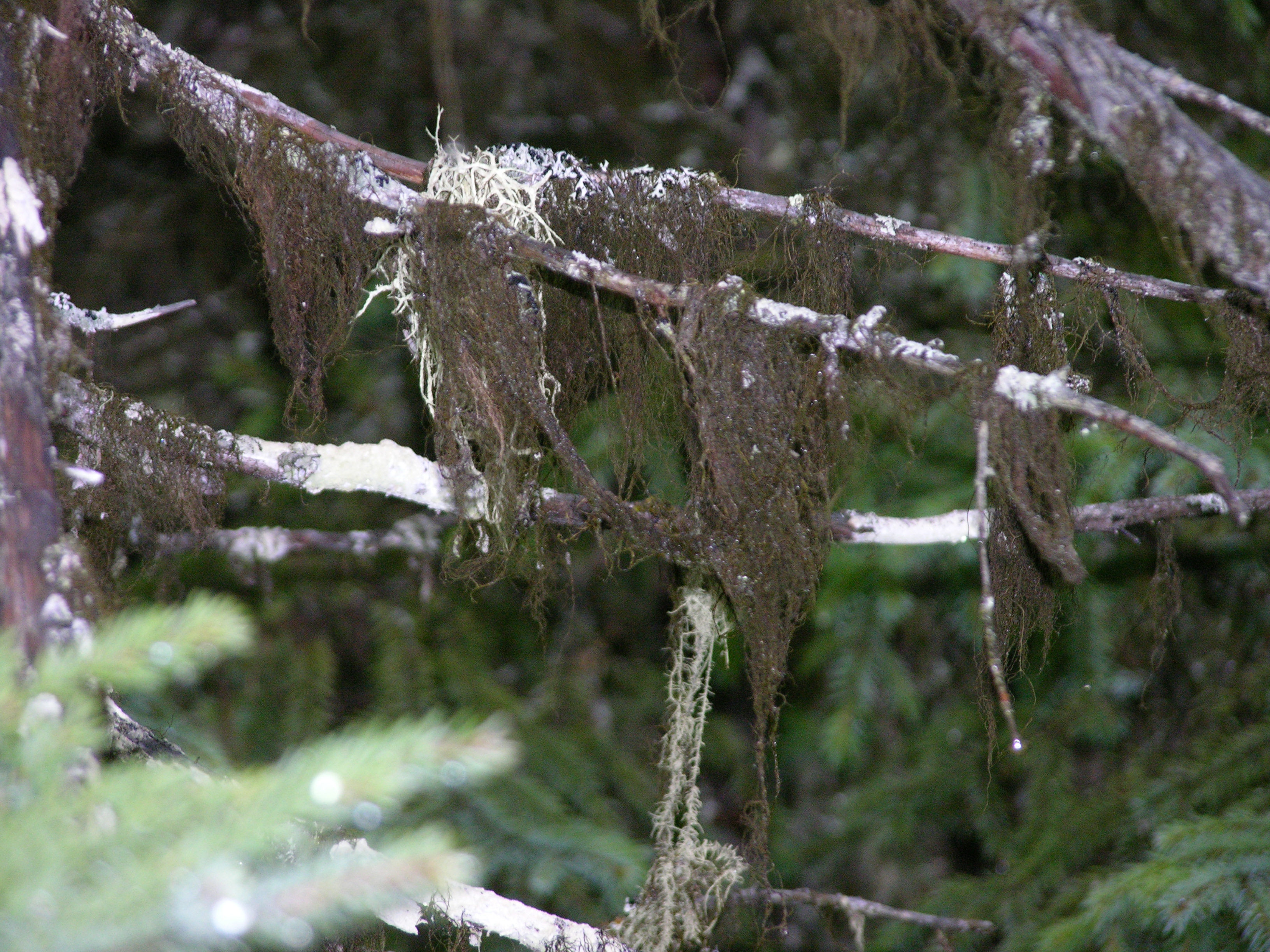
Des lichens arboricoles sur des branches basses d'une épinette noire

Cette population montagnarde vit à plus de 700 m d'altitude dans les monts Chic-Chocs en Gaspésie, dans l'est du Québec (Canada). Elle est constituée de trois groupes plus ou moins distincts fréquentant principalement les monts Jacques-Cartier, Albert et Logan. Ces caribous fréquentent les sommets des montagnes à l'automne et à l'hiver et migrent vers le versant des montagnes au printemps et à l'été. Contrairement aux écotypes toundrique et forestier, ils se nourrissent principalement de lichens arboricoles.
La population de la Gaspésie constitue la seule relique des populations jadis présentes au sud du fleuve Saint-Laurent. Le caribou a disparu du Nord des États-Unis et des provinces atlantiques au tournant du XIXe siècle (Vermont : 1830-1839; New Hampshire : 1860-1869; Île-du-Prince-Édouard : 1874; Maine : 1906-1914; Nouvelle-Écosse : 1905-1912; Nouveau-Brunswick : 1927),. Toutefois, il était encore présent à Gaspé en 1868 où il était parfois aperçu près des habitations. Son aire de répartition a régressé durant les vingt années suivantes. Il était considéré comme rare dans la vallée de la Matapédia vers 1887, probablement à cause de la chasse excessive. Celle-ci était particulièrement importante entre 1900 et 1915, et une épizootie de cause inconnue serait survenue entre 1920 et 1928,.
La population a été protégée par la création du parc de la Gaspésie en 1937 et l’arrêt de la chasse en 1949. En 1953, elle comptait entre 700 et 1 500 caribous répartis sur environ 1 000 km2 et formant quatre groupes principaux qui hivernaient dans la toundra alpine des monts Logan, Albert, Jacques-Cartier et Copper (rivière Garland, Murdochville). Moisan (en 1957) s’inquiétait néanmoins de la situation du caribou à cause des modifications d’habitat causées par la coupe forestière, les feux de forêt et l’exploitation minière. En 1980, on comptait entre 250 à 300 individus et le déclin s'est poursuivi jusqu'en 2001, où la population était de seulement 140 individus. Selon un relevé aérien en automne 2023, seulement 21 caribous ont été observés. Les projections indiquent que cette population pourrait se limiter entre 23 et 25 individus.

#### Habitat et répartition actuelle du caribou de la Gaspésie
Le caribou montagnard de la Gaspésie dépend de grands massifs forestiers résineux et des hauts sommets pour son cycle de vie. Effectivement, cette population utilise principalement les milieux alpins et subalpins au-delà de 700 mètres d'altitude, notamment les plateaux de toundra alpine et les sapinières matures de plus de 70 ans. Des suivis télémétriques réalisés entre 1975 et 2001 ont montré que leur aire de répartition couvre environ 1 640 km², dont 91 % se trouvant à l’intérieur du parc national de la Gaspésie. La superficie totale utilisée annuellement par un individu est relativement restreinte pour l’espèce, atteignant en moyenne 150 km², avec près de 50 % des femelles occupant des domaines vitaux inférieurs à 15 km². Les caribous se concentrent ainsi dans les massifs McGerrigle, et dans les monts Albert, Logan et Jacques-Cartier, et en hiver, ils descendent dans les forêts de conifères matures environnantes pour y trouver refuge.

#### Status et plan de mesures de rétablissement
La situation du caribou montagnard de la Gaspésie est très précaire à cause de la prédation exercée sur les faons par le coyote, qui a colonisé la Gaspésie au milieu des années 1970, et par certains ours noirs qui fréquentent le sommet des montagnes utilisées par le caribou . Elle est présentement considérée comme par le gouvernement du Québec et en voie de disparition par le gouvernement fédéral. Des plans de rétablissement ont été élaborés et mis en œuvre depuis 1990. Ils comprennent des mesures tels que l’encadrement du dérangement humain, la réduction de la prédation exercée sur les faons, l’acquisition de connaissances, la communication, la sensibilisation du public et la protection de l’habitat. Un plan d'aménagement forestier a également été produit en 1999 et mis à jour en 2004 et 2007 afin de protéger le territoire hors-parc utilisé par le caribou de la Gaspésie. Des mesures de rétablissement sont également coordonnées par l’Équipe de rétablissement du caribou de la Gaspésie, qui met en œuvre diverses stratégies pour protéger cette population unique, notamment à travers leur Plan de rétablissement de la population de caribous (Rangifer tarandus caribou) de la Gaspésie. Dans ce plan, élaboré en 2018, l’Équipe a établi un total de 12 mesures et de 35 actions, dont la réalisation est prévue sur un horizon de 10 ans (2019-2029).

#### Menaces des populations de caribous montagnards en Gaspésie

##### Menaces générales
Les populations de caribou de la Gaspésie, font face à de multiples menaces qui compromettent leur survie. La destruction, la dégradation et la fragmentation de leur habitat figurent parmi les enjeux principaux, notamment en conséquence des coupes forestières, ainsi que le développement de parcs éoliens,.
Par ailleurs, l’augmentation du nombre de prédateurs, notamment les ours noirs et les coyotes, est directement liée aux perturbations de l’habitat. Ces espèces, attirées par les modifications du territoire, profitent de la construction de routes et de chemins multiusages qui leur offrent un accès facilité aux zones fréquentées par les caribous, augmentant ainsi la pression de prédation,.
Les activités industrielles en périphérie du parc national de la Gaspésie représentent également une menace. Les travaux de prospection et d’exploitation minière engendrent un stress important chez les caribous et peuvent les contraindre à abandonner des habitats critiques ,.
Enfin, le dérangement causé par les activités récréatives telles que l’utilisation de véhicules motorisés hors route, les sports de glisse, la randonnée, le camping et la villégiature constitue un défi croissant,.

##### Menaces liées à l'industrie touristique

###### Impacts des activités de récréotourisme
La population de caribous montagnards de la Gaspésie est gravement affectée par la fragmentation de son habitat, sachant que les perturbations humaines touchent jusqu’à 86,6 % de l’aire de répartition des caribous forestiers et montagnards au Québec. Les groupes de caribous sont de plus en plus confinés aux sommets des monts McGerrigle, Logan et Albert, et les échanges entre ces groupes deviennent rares, compromettant la connectivité nécessaire à leur survie.
Les activités récréotouristiques exacerbent cette situation pour les caribous montagnards en modifiant leur comportement et en dégradant leur habitat. La randonnée estivale, par exemple, perturbe les caribous en augmentant leur vigilance et en réduisant le temps consacré à se nourrir et à se reposer, ce qui peut affaiblir leur condition physique et leur survie,. Cette perturbation est particulièrement marquée sur le mont Jacques-Cartier, où près de 9 000 randonneurs visitent chaque été. Les caribous évitent alors le sommet et se déplacent vers les vallées boisées, des habitats moins sécuritaires pour les faons en raison d’une prédation accrue.
De plus, les infrastructures associées au tourisme, telles que les sentiers, chalets et routes forestières, entraînent une perte fonctionnelle de l’habitat. Les caribous, sensibles à la présence humaine, évitent ces zones, même lorsque le nombre de visiteurs est faible. Cet évitement des infrastructures et des sentiers touristiques peut s'étendre sur un rayon de 5 km, atteignant jusqu'à 15 km pour les femelles accompagnées de faons, comme l'ont démontré des observations chez d'autres cervidés, notamment les rennes en Norvège.
Le ski hors-piste, en plein essor au Québec, constitue également une menace en hiver. Les interactions entre les skieurs et les caribous sur les sommets alpins dénudés provoquent un déplacement des individus vers des secteurs de moindre qualité. Bien que les effets de ces perturbations soient souvent temporaires, l’accumulation de telles interactions peut avoir des conséquences à long terme sur la condition physique et la survie des caribous.

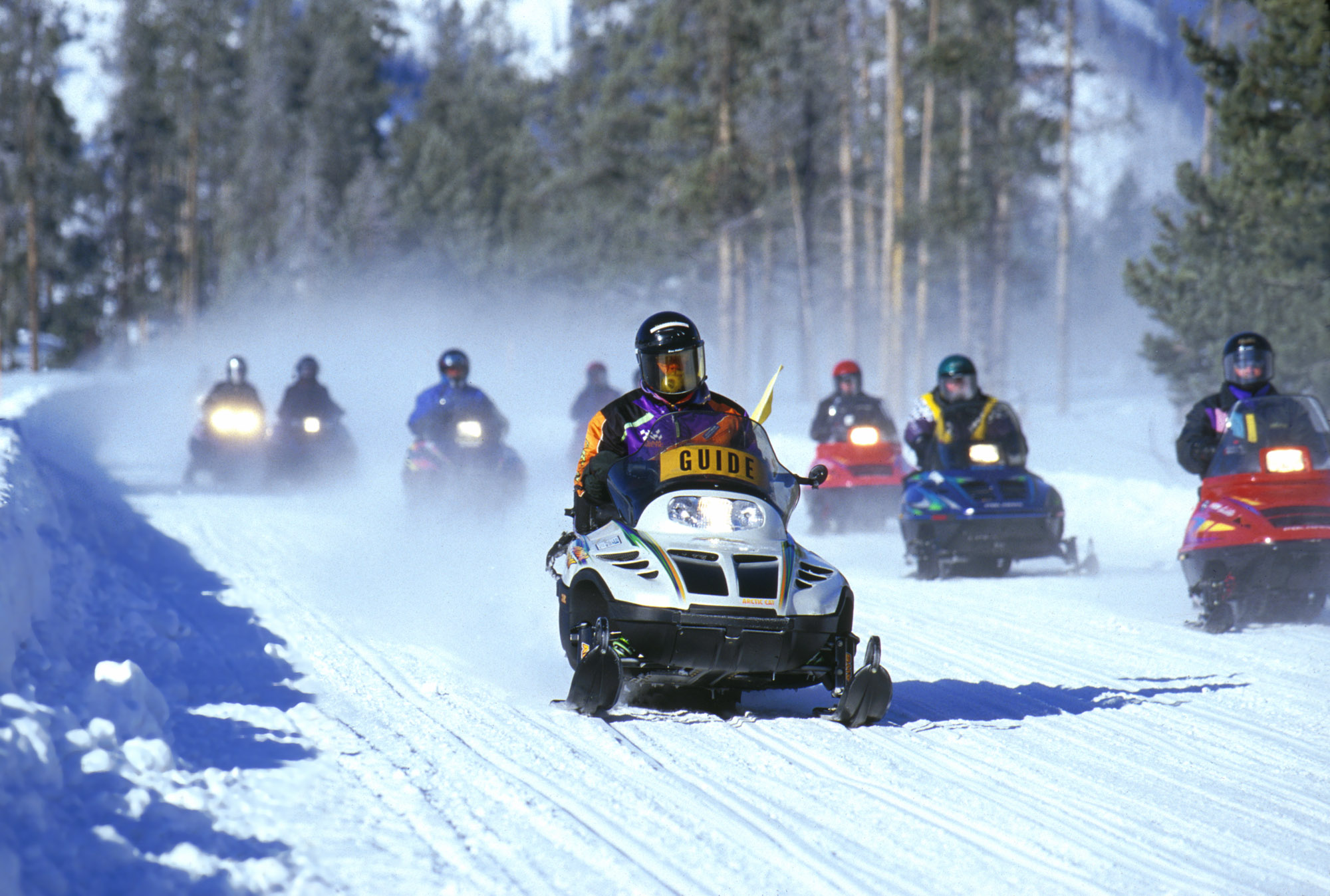
Tour de motoneiges; activité humaine identifiée comme l'une des plus nuisibles pour les caribous,.

Bien que de nombreuses activités perturbent les caribous, la motoneige est identifiée comme l’une des plus nuisibles ,,. Les forts bruits qu’elle engendre en hiver augmentent la pollution sonore, tandis que les sentiers utilisés par les motoneigistes facilitent les déplacements des prédateurs. Ces facteurs contribuent à une perte fonctionnelle d’habitat, forçant les caribous à s’éloigner des zones essentielles à leur survie.

###### Conséquences des menaces anthropiques sur les caribous
Les perturbations associées aux activités humaines déclenchent des réponses physiologiques et comportementales chez les caribous, similaires à celles provoquées par des prédateurs. Ces réponses incluent une augmentation de la vigilance, des sursauts, une augmentation de la fréquence cardiaque, une diminution du temps de repos, l’évitement voire l’abandon de certains types de milieux, et une relocalisation vers des habitats moins optimaux. À long terme, ces ajustements peuvent affaiblir la condition physique des individus, les rendant ainsi plus vulnérables aux changements de leur environnement.  Finalement, l’exposition chronique aux bruits et autres formes de pollution générées par les activités humaines perturbe le comportement naturel des caribous dans leur habitat. Par exemple, l’évitement des zones bruyantes peut accroître leur vulnérabilité à la prédation ou diminuer l’accès à des ressources essentielles, compromettant ainsi leur capacité de survie.

### Population des monts Torngat
La population des monts Torngat a été localisée annuellement entre 1973 et 1976 à l’extrémité nord du Québec, près de la frontière du Labrador . Cette population est très peu connue. En 1976, elle était concentrée près du littoral et comportait 168 caribous qui étaient chassés pour fins d’alimentation par les autochtones de la région. Aucun suivi récent n'est disponible.

## La noyade de10 000 caribousen 1984
Les 29 et 30 septembre 1984, à 150 km au sud du village inuit de Kuujjuaq, au Québec (Canada), environ 10 000 caribous (1,5 % de la harde de la rivière George) se noient lors d’une traversée à la chute du Calcaire de la rivière Caniapiscau, un affluent du fleuve Koksoak. Bien que les caribous traversent les rivières et lacs septentrionaux et puissent nager jusqu’à 10 km, les eaux glaciales de la région font régulièrement des victimes pendant la période des migrations, entraînant jusqu'à 200 caribous dans la mort lors de certains évènements.
Dès l’annonce de l’accident, des observateurs questionnaient la gestion du nouveau réservoir sur le cours supérieur de la rivière Caniapiscau, à environ 450 km en amont, et spécifiquement les décisions prises dans les jours suivant les pluies diluviennes à la fin de septembre 1984. Le réservoir de Caniapiscau, qui fait partie du Complexe La Grande, a été aménagé entre 1976 et 1983. Il sert à détourner les eaux de la rivière Caniapiscau, qui coulent vers le Nord, vers le bassin versant de la Grande Rivière de la baie James.
Après une enquête, le ministère québécois du Loisir, de la Chasse et de la Pêche (MLCP), qui employait le biologiste qui a découvert les caribous noyés le 30 septembre, a conclu qu’un plus grand nombre de caribous auraient péri en l'absence du nouveau réservoir car le débit à la chute du Calcaire, où s'est produite la noyade, aurait été encore plus important.
Selon le ministère, la noyade de ces caribous aurait été le fruit de trois évènements concomitants : une concentration importante de caribous, le choix d'une traverse dangereuse et la forte crue de la rivière. Le rapport du MLCP explique que « les animaux de tête, poussés par les autres, auraient été forcés de se mettre à l’eau même si leur instinct les incitait à rebrousser chemin face à un danger éventuel. Si les premiers caribous s’engagent dans une traverse dangereuse, l’ensemble du groupe, se trouvant dans une situation de panique et d’agressivité, suivra dans un désordre total les premiers caribous qui se sont mis à l’eau». Malgré le nombre de morts important, le Ministère expliquait que la noyade n'était pas susceptible d'influencer la démographie de cette population de caribous qui comprenait alors environ 600 000 têtes.
Mais dans une courte et percutante analyse de l’accident, le Secrétariat des activités gouvernementales en milieu amérindien et inuit (SIGMAI) a suggéré que la harde de la rivière George, alors en pleine expansion démographique, se serait habituée à une rivière Caniapiscau amputée depuis 1981 d’environ 40 % de son débit naturel, c’est-à-dire depuis le début du remplissage du réservoir. Le SIGMAI suggère que les caribous auraient été surpris par le débit accru de la Caniapiscau après l’ouverture du déversoir Duplanter et la restauration partielle de son débit naturel vers la mi-septembre 1984, après le remplissage complet du réservoir. Étant donné que le Complexe La Grande ne pouvait turbiner de l’eau additionnelle, le trop-plein du réservoir était retourné dans le lit de la rivière Caniapiscau. Selon Hydro-Québec, tout apport supplémentaire d’eau dans le Complexe La Grande aurait été dirigée vers les déversoirs d’urgence des réservoirs pendant plusieurs mois, endommageant des équipements conçus pour une utilisation de courte durée lors des événements climatiques exceptionnels.
Le SIGMAI a donc critiqué la Société d'énergie de la Baie James, une filière d’Hydro-Québec, qui venait de construire le réservoir, pour ne pas avoir préparé un plan de gestion qui aurait protégé les caribous des crues lors des pluies exceptionnelles ou du dégel printanier, notamment au cas où le trop plein du réservoir devait être retourné dans la rivière Caniapiscau dans les années suivant sa construction. C’était une idée innovante à l’époque, car aucun spécialiste de la faune n’avait envisagé un tel accident. Le plan de gestion du réservoir tenait compte de plusieurs facteurs environnementaux, mais les caribous n’y figuraient pas.
Le ministère du Loisir, de la Chasse et de la Pêche indiquait qu’une meilleure gestion du niveau d'eau du réservoir et des deux déversoirs, qui acheminent les eaux vers les bassins versants de la Grande Rivière et de la Caniapiscau, aurait pu éviter ou atténuer l’accident. Le SIGMAI a donc recommandé que le niveau d'eau du réservoir soit abaissé d’environ 50 cm à la fin de l’été afin d’éviter tout besoin d'ouvrir le déversoir vers la rivière Caniapiscau lors des pluies exceptionnelles pendant la saison des migrations des caribous. Évidemment, cela est aujourd'hui une question théorique car les eaux de la Caniapiscau sont complètement détournées vers la Grande Rivière depuis 1985. De plus, une clôture a été installée près de la chute du Calcaire dans le but d’éloigner les caribous de la zone la plus dangereuse.

## Œuvres romanesques
Dans son roman de 1989, Le Royaume du Nord : Maudits Sauvages, l'écrivain français Bernard Clavel fait référence à une noyade de 20 000 caribous dans un Nord du Québec habité par une nation amérindienne fictive, les Wabamahigans.